# Župnija Sv. Peter pri Mariboru
Župnija Sv. Peter pri Mariboru je rimskokatoliška teritorialna župnija dekanije Maribor mariborskega naddekanata, ki je del nadškofije Maribor. 
Sedež župnije z župnijsko cerkvijo je v Malečniku pri Mariboru. 

## Sakralni objekti
|  | Register kulturne dediščine 3237 |

|  | Register kulturne dediščine 3238 |

|  | Register kulturne dediščine 1271 |